# Mraka

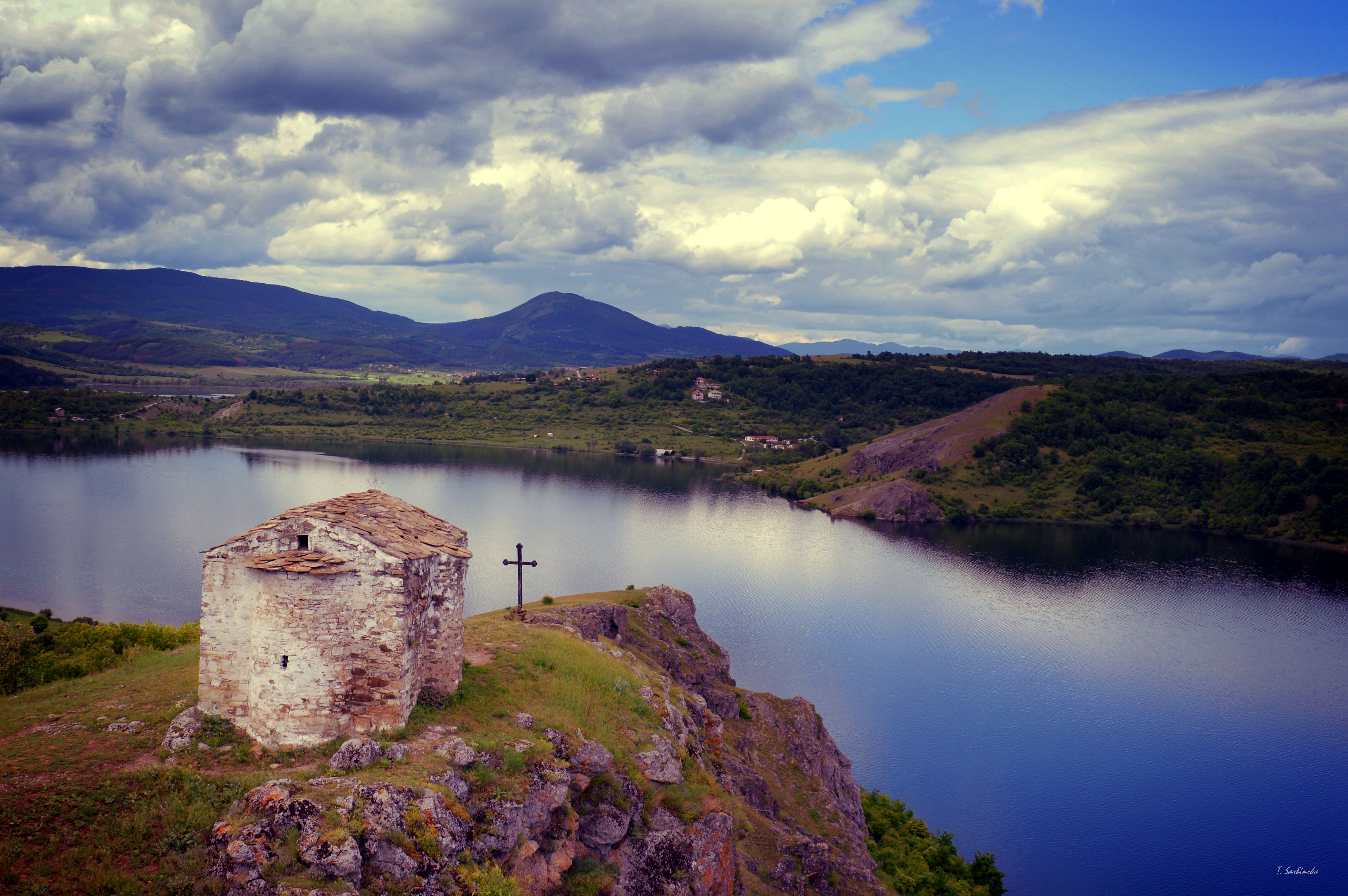
Una antigua iglesia en la zona de Mraka.

El Mraka (en búlgaro: Мрака) es un área histórico-geográfica en la actual Bulgaria occidental, que cubre las laderas noreste de la montaña Konyavska y la montaña Zemen. En el otro lado está el valle de Radomir, ubicado respectivamente en los municipios de Radomir, Kovachevtsi y Zemen.
El Mraka está separado de la vecina región de Graovo, que ocupa la planicie Pernik-Breznik, por la montaña Golo Bardo.
El manuscrito más antiguo que menciona este nombre es el llamado «Código Dragolj», escrito a mediados del siglo xiii.